# 奇平昂加
奇平昂加（Chipping Ongar）是英國英格蘭埃塞克斯郡埃平森林區的一個集鎮和民政教區，位於埃平以東6英里（10），哈羅東南7英里（11），布倫特伍德西北7英里（11）。 

## 外部連結
- The Ongar Millennium History Society（页面存档备份，存于）